# Valle de los Dinosaurios (Paraíba)
El Valle de los Dinosaurios (en portugués: Vale dos Dinossauros) es un área en el estado de Paraíba, Brasil, que contiene muchas huellas de dinosaurios fosilizados. Contiene el Área del Valle de los Dinosaurios de Interés Ecológico Relevante, un área de uso sostenible de interés ecológico relevante. Esto a su vez contiene el Monumento Natural del Valle de los Dinosaurios, más pequeño y totalmente protegido. En 2015-16 hubo preocupación de que las renovaciones a la atracción turística, que se habían retrasado por falta de fondos, podrían no estar respetando la integridad del sitio.

## Ubicación
El Valle de los Dinosaurios es un área en la cuenca sedimentaria del río Peixe que contiene más de 50 tipos de huellas de animales antiguos, incluidas las de estegosaurio, alosaurio e iguanodones. El valle cubre un área de aproximadamente 700 kilómetros cuadrados (270 millas cuadradas) que incluye la ciudad de Sousa, Paraíba y otros diez municipios. Está en un bioma de Caatinga. Se han encontrado huellas en unas 30 ubicaciones en el valle, con huellas fosilizadas de más de 80 especies en alrededor de 20 niveles estratológicos diferentes. La mayoría de las huellas son de dinosaurios carnívoros.
Las huellas que los dinosaurios hacían en la tierra húmeda junto a estanques y ríos en períodos lluviosos se endurecieron durante largos períodos de sequía, adquirieron nuevas capas de arena y arcilla de las inundaciones y se fosilizaron. Las huellas son tan pequeñas como 5 centímetros (2.0 pulgadas), tal vez de dinosaurios del tamaño de pollos modernos, de hasta 40 centímetros (16 pulgadas) de largo, como el de un iguanodon de cuatro toneladas. El sitio más visitado es la isla llamada Passagem das Pedras (Cruce de Piedras) en el lecho del río Peixe. Esto es aproximadamente 7 kilómetros (4.3 millas) del centro urbano de Sousa.

## Historia
Las huellas de los dinosaurios fueron descubiertas por un granjero local, Anísio Fausto Silva, a fines del siglo XIX. A comienzos del siglo XX, el ingeniero Luciano Jacques de Moraes comenzó a estudiarlos científicamente. Aunque no es un paleontólogo entrenado, Moraes dio descripciones detalladas con dibujos de las pistas para su publicación en el libro Serras e Montanhas do Nordeste (1924).
El Área de Relevante Interesse Ecológico Vale dos Dinossauros se estableció el 18 de diciembre de 1984 y está administrado por el Instituto Chico Mendes para la Conservación de la Biodiversidad (ICMBio). El área protegida cubre 145.79 hectáreas (360.3 acres). Está en el municipio de Sousa, en el estado de Paraíba. El Monumento Natural Valle de los Dinosaurios fue creado en 2002 por el municipio de Souza. Este es un monumento natural completamente protegido de aproximadamente 40 hectáreas (99 acres).
Había planes para desviar el río Peixe, que inundó las pistas en la temporada de lluvias. La renovación de AR $ 1,3 millones fue financiada por el gobierno federal y Petrobras, y el sitio se reabrió el 24 de mayo de 2013. El trabajo incluyó la renovación del museo, la reestructuración del espacio expositivo, auditorio, oficinas y baños y cambios en el área externa, incluida la delimitación de espacios de estacionamiento, pavimentación de caminos y pasillos y mejoras a miradores para cumplir con los estándares de accesibilidad. Pasillos suspendidos permiten a los visitantes ver 50 huellas fosilizadas de los carnívoros noasauridos y 53 del herbívoro Iguanodon.

## Conservación
El Área de Interés Ecológico Relevante está clasificada como área protegida IV de la UICN (área de manejo de hábitat / especies), cuyo propósito es mantener ecosistemas naturales de importancia regional o local y regular el uso de estas áreas para hacerlo compatible con los objetivos de conservación de la naturaleza.
En diciembre de 2015, se informó que el Valle de los Dinosaurios estaba en un estado de abandono y que las renovaciones habían sido suspendidas. La réplica del Tiranosaurio Rex había sido destruida, los caminos de acceso estaban cubiertos por matorrales, había cientos de adoquines alrededor de la entrada, montones de arena y otros problemas. Los reporteros encontraron que el trabajo había sido abandonado debido a retrasos en la liberación de fondos a la empresa encargada del trabajo en el sitio.

En febrero de 2016, el Ministerio Público Federal (MPF) en Sousa recomendó a la Oficina de Administración Ambiental de Paraíba (SUDEMA) preparar el plan de gestión del monumento natural dentro de los 90 días definiendo los pasos para garantizar la integridad y protección de los recursos naturales del sitio. tomado para integrarlo en la vida social y económica de las comunidades circundantes. El MPF también recomendó que SUDEMA presente un informe detallado dentro de los 30 días sobre el trabajo realizado por la prefectura de Sousa en el Valle de los Dinosaurios, que debe limitarse a la protección de la integridad de la unidad. Si el trabajo de la prefectura no se limita a esto, MPF dijo que SUDEMA debería tomar medidas administrativas para detener el trabajo.

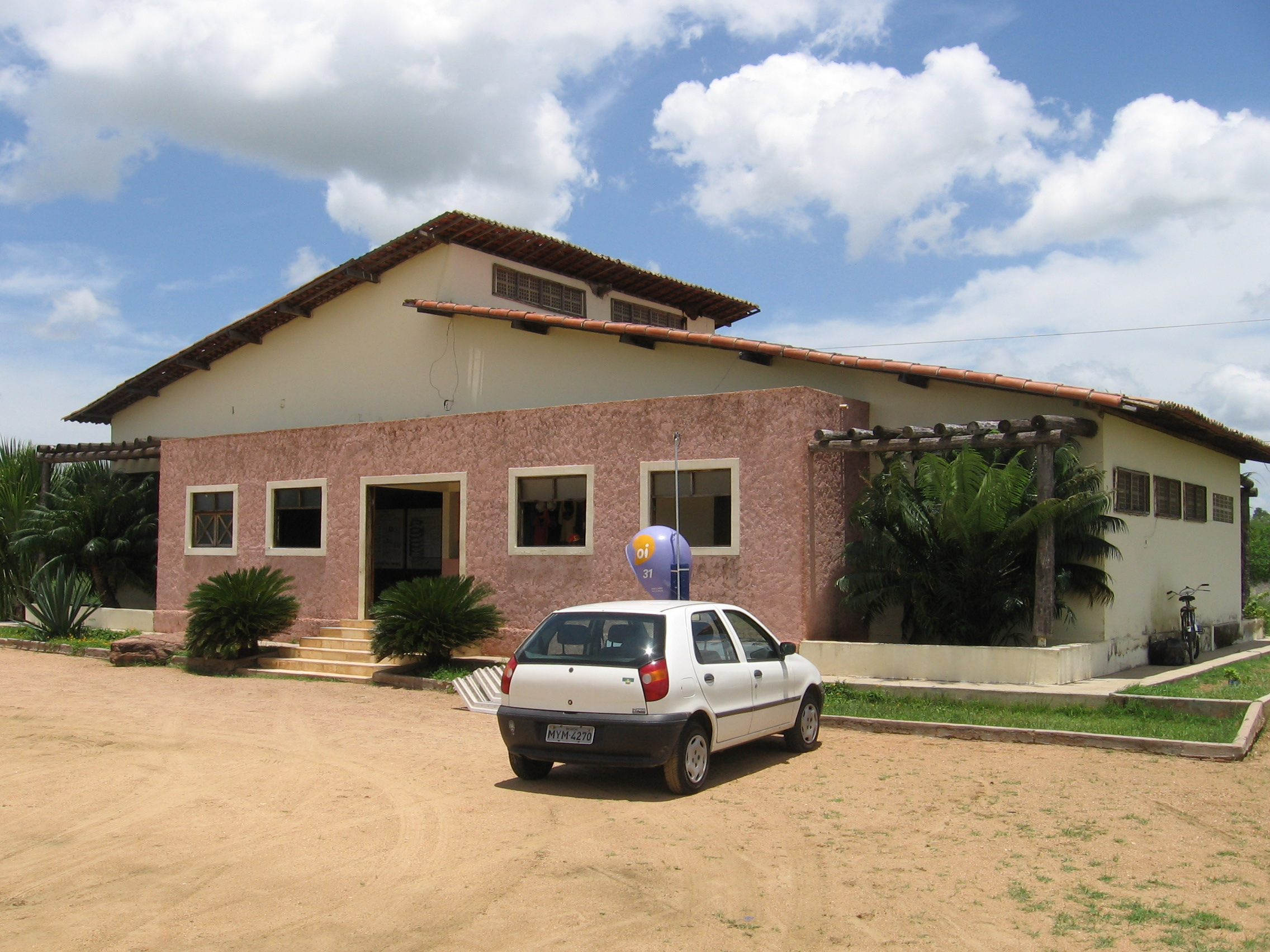
Museo de dinosaurio, Sousa
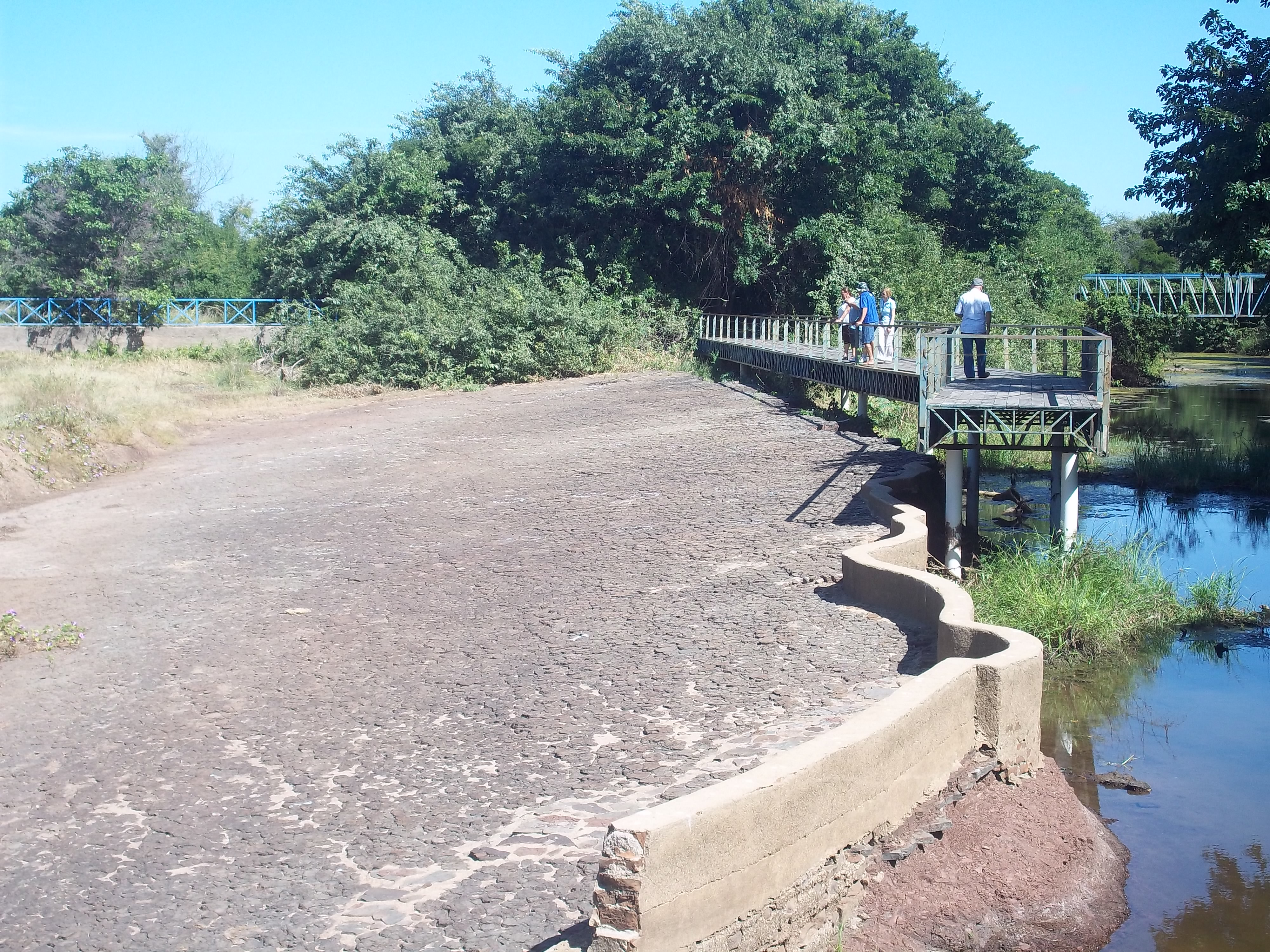
Sitio arqueológico
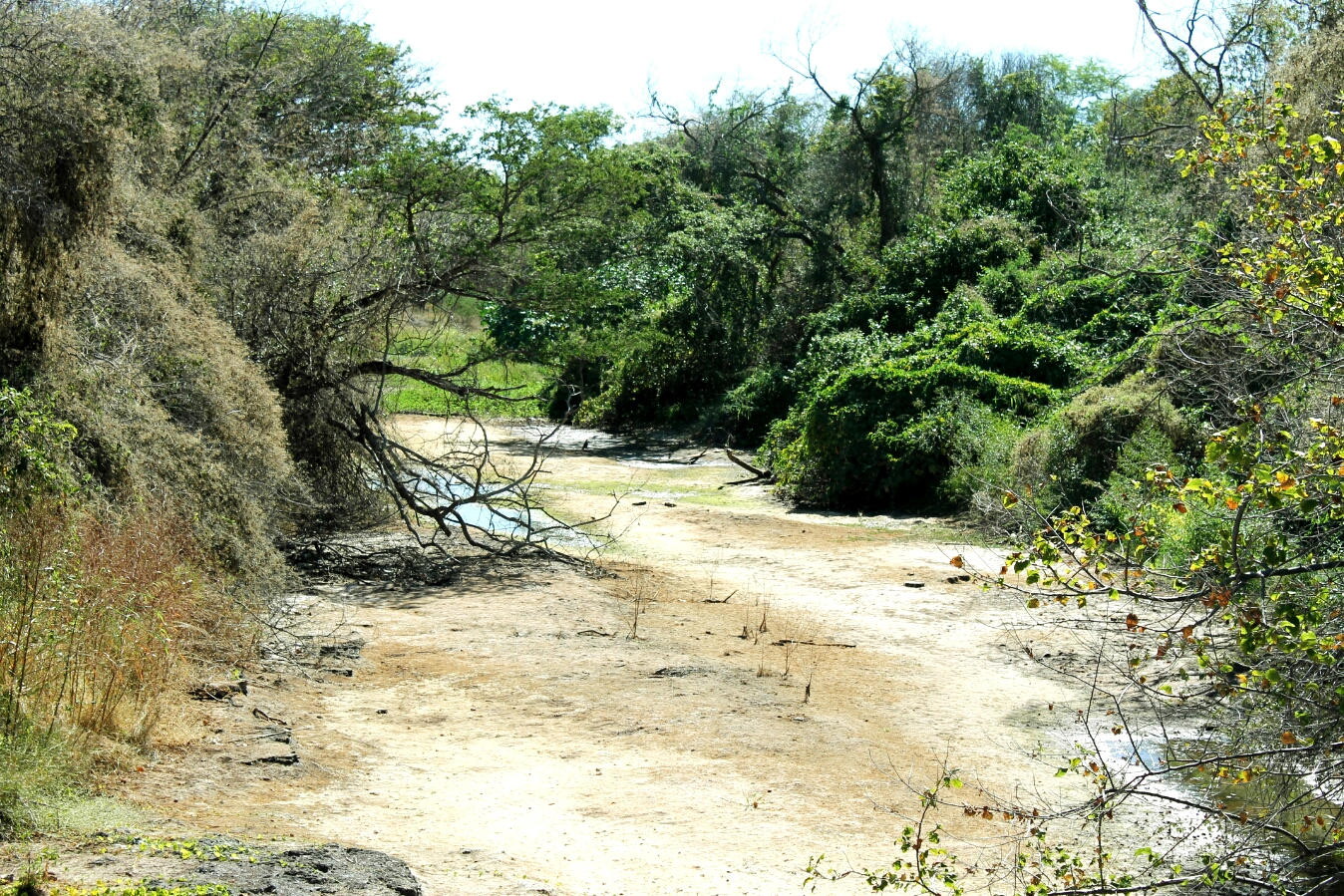
Río
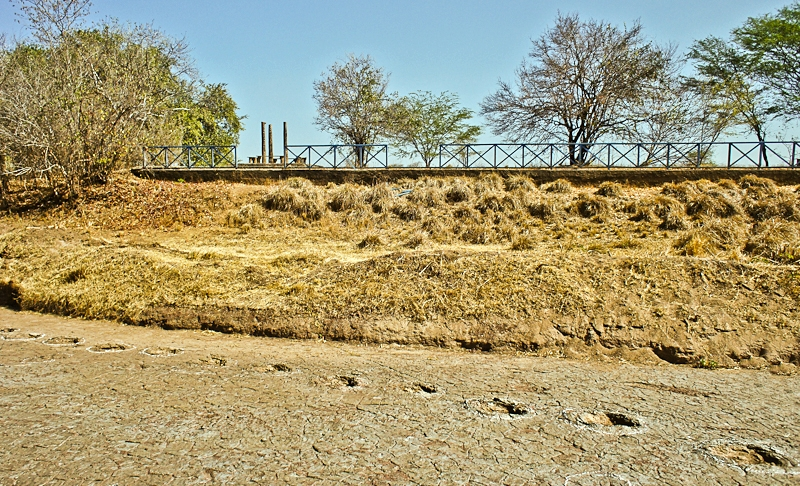
Huellas fosilizadas